# HEAT UP (平井堅單曲)
《HEAT UP》，日本男歌手平井堅的第6張單曲。1997年7月21日發行。

## 概述
- 平井堅1997年發行的唯一一張單曲。
- 未收錄在任何一張原創專輯裡。收錄於出道十周年精選輯『愛歌成癡』。
- 重新收錄第二張專輯《Stare At》的《Catch Ball》為B面曲，此曲描寫孩童時期與父親的回憶。
- 2000年10月1日重新發行CD版。

## 收錄曲目
1. 加熱（HEAT UP）
  - 作詞、作曲：平井堅／編曲：羽田一郎
  - 1997年高中棒球賽直播主題曲
2. 接球（キャッチボール）
  - 作詞、作曲：平井堅／編曲：梶野秀樹
3. HEAT UP（Backing Track）

## 外部連結
- Sony Music的作品介紹
  - 通常盤（页面存档备份，存于）